# در بند اعدام
در بند اعدام (انگلیسی: On Death Row) مینی‌سریالی تلویزیونی به نویسندگی و کارگردانی ورنر هرتسوک است که در سال ۲۰۱۲ منتشر شد. این سریال، چهار اپیزود دارد و به نحوی دنباله فیلم مستند دیگر او، درون ورطه محسوب می‌شود.